# Leptomys arfakensis
Leptomys arfakensis — вид мишоподібних гризунів родини мишеві (Muridae).

## Опис
Гризун середніх розмірів, з довжиною голови і тіла між 138 і 151 мм, довжина хвоста між 146 і 146 мм, довжина стопи між 36 і 39 мм і довжиною вух між 21 і 21 мм. 
Хутро м'яке й оксамитове. Колір спинної частини є жовтувато-коричневий, боки жовтуваті. Існує серединна смуга шкіри, позбавленої волосся, яка перетинає плечі і поширюється вперед. Нижні частини білі. Вуха великі, темно-коричневі й посипані трохи темним волоссям. Вуса довжиною до 70 мм. Є темна маска навколо очей. Хвіст, довжиною, як голова і тіло, практично без волосся. Колір темно-коричневий з білим кінцем.

## Поширення, екологія
Ендемік Нової Гвінеї. Мешкає у крайній північно-західній частині Нової Гвінеї. Живе в тропічних лісах, ймовірно, низькогірний на висоті 1000 метрів над рівнем моря.